# Freizeitpark Kirchhorst
Koordinaten: 52° 27′ 0″ N, 9° 55′ 30″ O

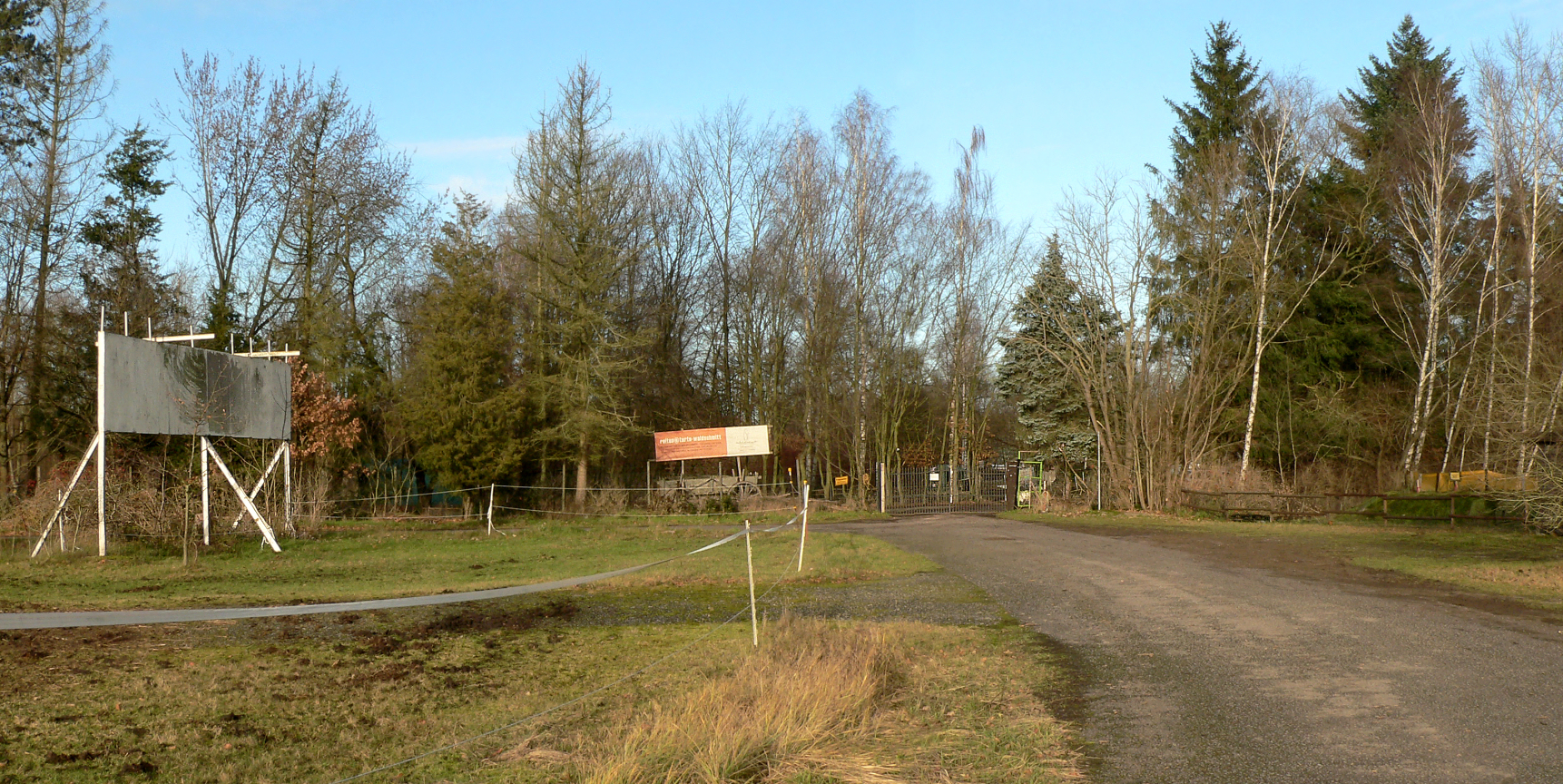
Blick von der Bundesstraße 3 auf das Gelände, 2020

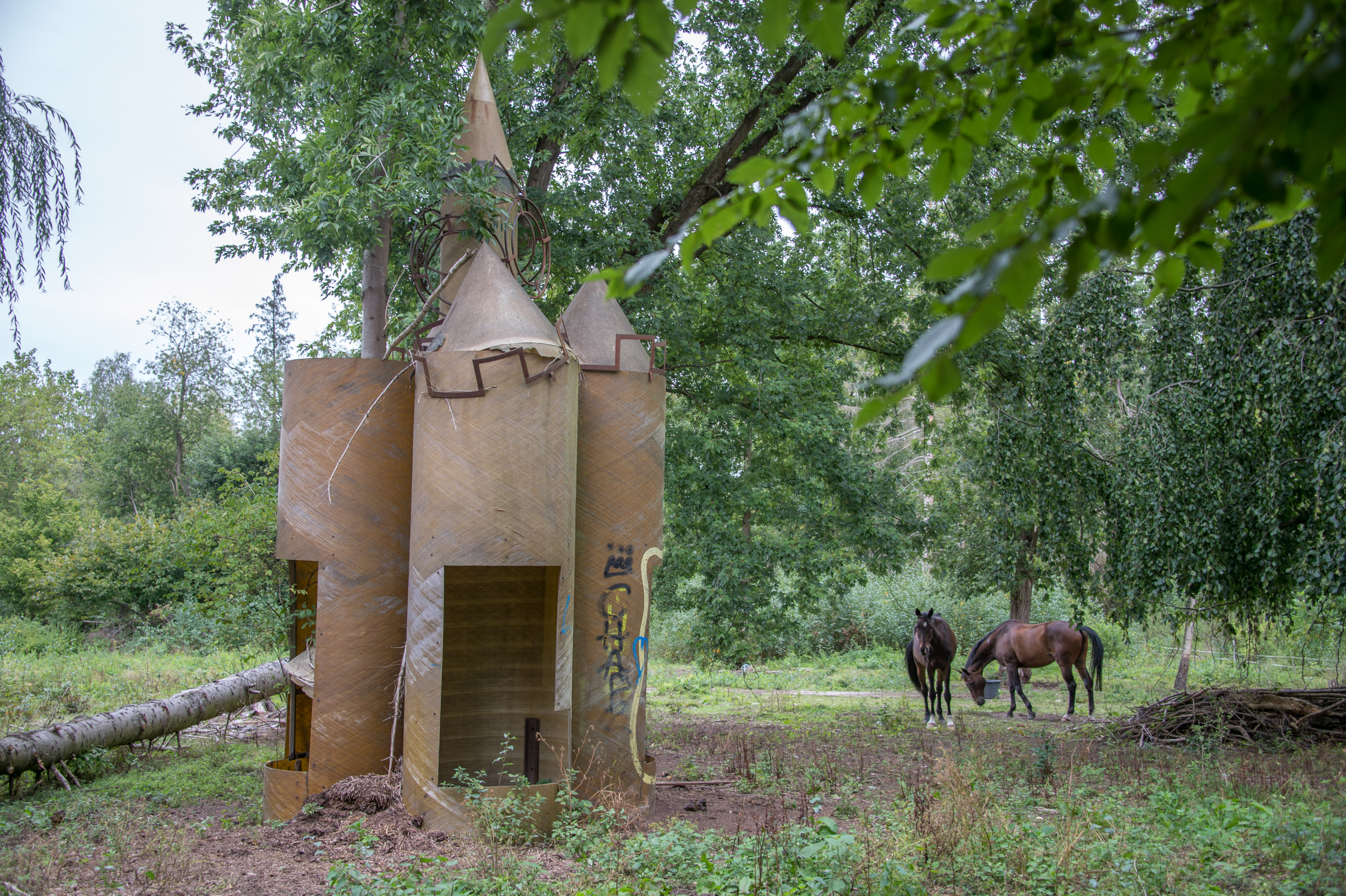
Überreste des ehemaligen Spiegelkabinetts in der Art einer Rakete

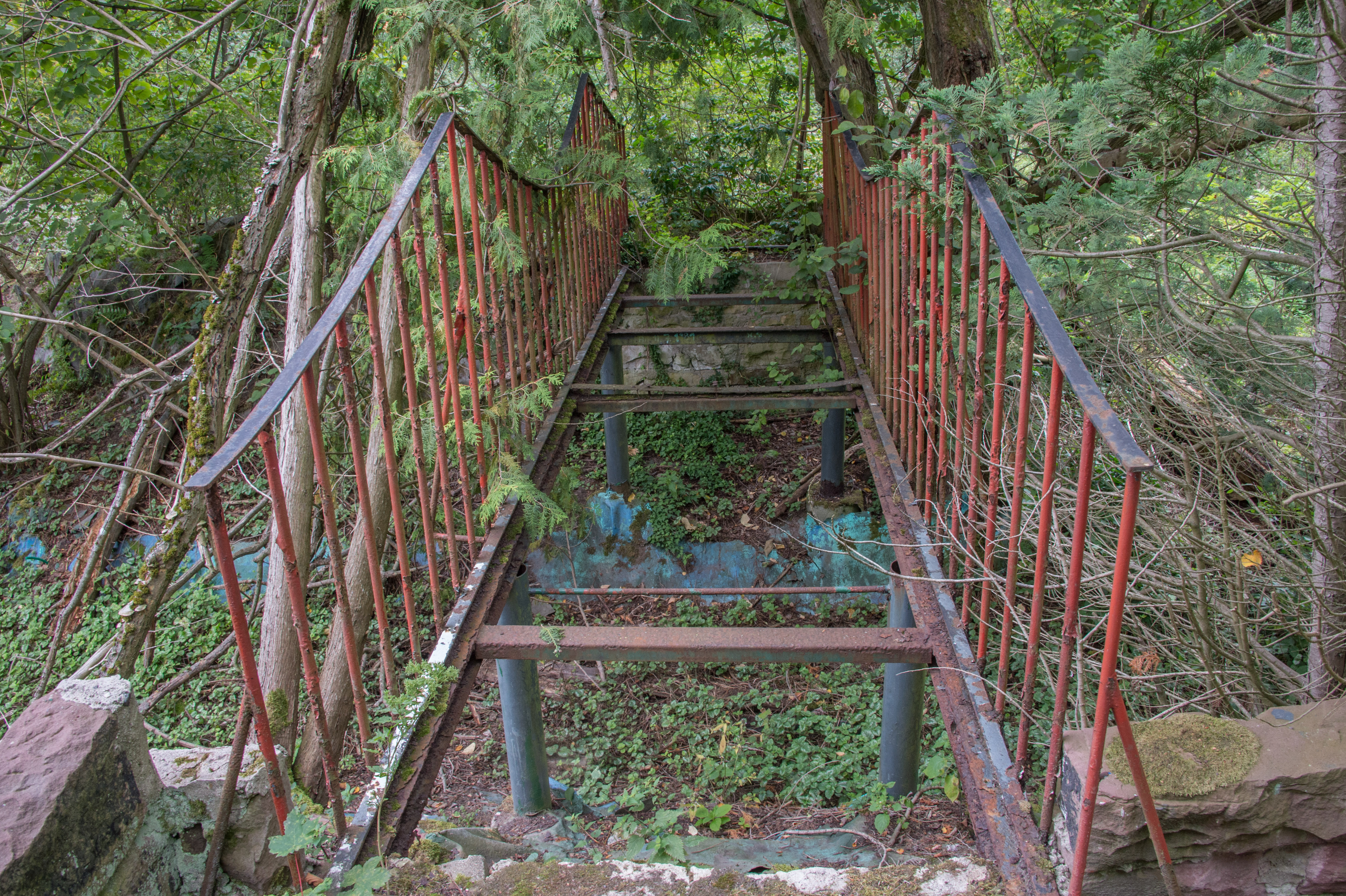
Reste einer Brücke

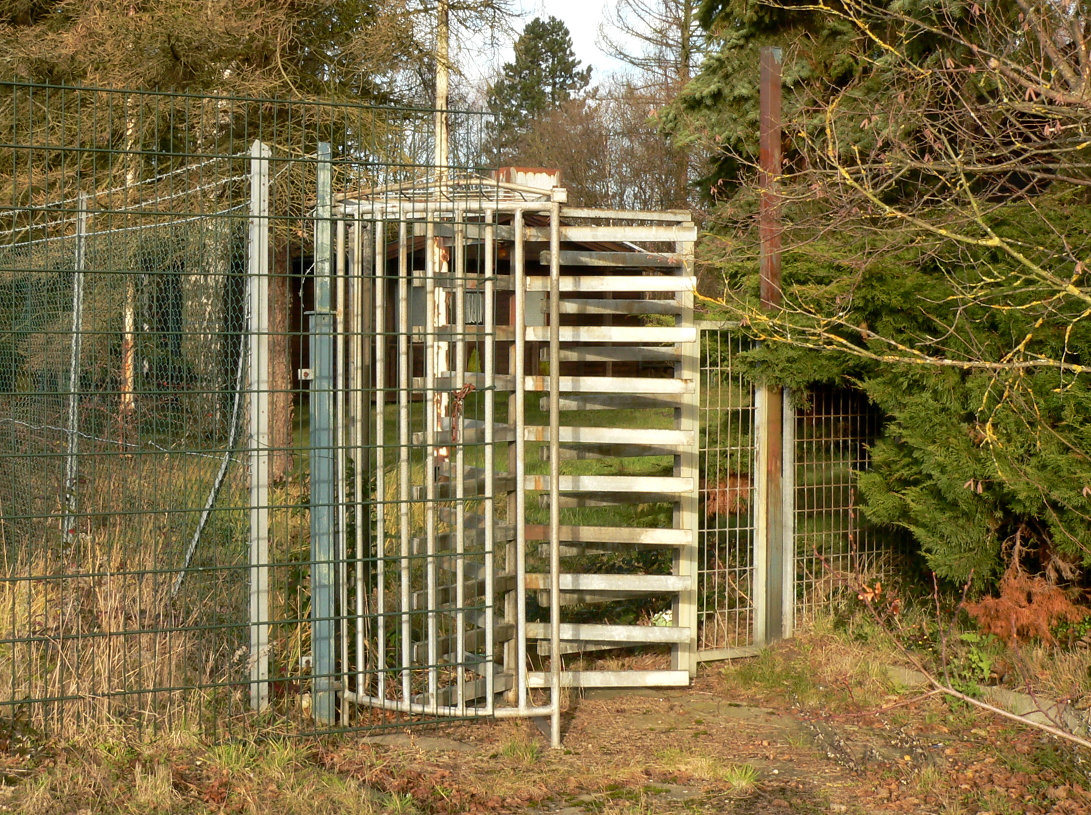
Früherer Nebenausgang

Der Freizeitpark Kirchhorst war ein Freizeitpark in der Gemeinde Isernhagen im damaligen Landkreis Hannover, der heute gemeinsam mit der Stadt Hannover zur Region Hannover vereinigt ist. Der Park befand sich am östlichen Rand des Ortsteils Kirchhorst an der ehemaligen Bundesstraße 3 in der Nachbarschaft eines größeren Gärtnereibetriebes.

## Geschichte
Der Park wurde 1971 eröffnet. In Anlehnung an den benachbarten Gärtnereibetrieb trug der Park zunächst den Namen „Blumenhof“ und wurde 1977 mit der Weiterentwicklung des Geländes umbenannt in „Wunderland“. Zuletzt trug der Park den Namen „Freizeitpark Kirchhorst“. Die letzte Betreiberin war die Freizeitpark Kirchhorst Bembom Brothers GmbH.
Das Parkgelände hatte eine Größe von zunächst etwa 80.000 Quadratmetern und verfügte über Parkplätze für etwa 3.000 Fahrzeuge auf beiden Seiten der Bundesstraße 3, die mit einer Fußgängerbrücke verbunden waren. Im Zuge der Weiterentwicklung des Parks wurde die Parkfläche auf etwa 100.000 Quadratmeter erweitert.
1985 wurde der Freizeitpark geschlossen. Gründe waren wahrscheinlich hohe behördliche Auflagen und zu hohe Pachtgebühren. Hinzu kam die wachsende Konkurrenz durch andere Freizeitparks, wie der 1978 eröffnete Heide Park Soltau.
Nach der Schließung 1985 war das Parkgelände lange ungenutzt. Reste von Attraktionen sowie von Wegen, Brücken und Gebäuden machten das Areal zu einem bei Urban Explorern beliebten Lost Place. Sie sind heute nur noch teilweise erhalten. Im Jahr 2015 beriet der Ortsrat von Kirchhorst über die Verwendung des in Privatbesitz stehenden Geländes als Streichelzoo und Pferdepension, für die Baulichkeiten errichtet werden sollten. Dies erforderte eine Änderung des Bebauungsplans, die seitens der Geländeeigentümerin nicht beantragt wurde. Seither wird auf dem Gelände eine Reitschule betrieben.

## Attraktionen
Anfänglich verfügte der Park über ein Terrassencafé, eine Wildweststadt mit Klettergerüsten, eine Ponyreitbahn, einen Bachlauf mit elektrischen Booten, eine Modelleisenbahn, eine Oldtimerbahn, eine Hüpfburg sowie ab 1974 eine Go-Kartbahn. Als Überdachung des Park-Restaurants diente der seinerzeit größte Sonnenschirm Europas.
1980 wurde der Parkbetrieb von der niederländischen Unternehmerfamilie Bembom übernommen, welche zahlreiche weitere Attraktionen auf dem Parkgelände errichtete. Hierzu zählten:
- Looping Star[9]
- Marienkäfer-Achterbahn[10]
- Monster II
- Zeppelin[11][12]
- Autoscooter
- Wasserbahn
- 180-Grad-Kino
- See mit Tretbooten
- Troika (Turbo Star)
- Enterprise
- Pferdekarussell
- Riesenrutsche
- Kettenkarussell
- Schießbude
- Kinderachterbahn
- Cowboy-Express
- Traktor Rundfahrt

In einer Untersuchung der Stiftung Warentest, in welcher die „10 größten Freizeitparks in der BRD“ getestet wurden, wurde der Park 1984 mit der Note „gut/zufriedenstellend“ bewertet.